# Tabou (Costa d'Avorio)
Tabou  è una città, sottoprefettura e comune della Costa d'Avorio, situata nella regione di San-Pédro. È capoluogo dell'omonimo dipartimento e conta una popolazione di 38 990 abitanti (censimento 2014).